# 篠原站 (愛知縣)
篠原站（日语：／ Sasabara eki */?）是位於愛知縣豐田市篠原町，屬於愛知環狀鐵道的愛知環狀鐵道線車站。

## 歷史
- 1988年（昭和63年）1月31日 - 愛知環狀鐵道新豐田至高藏寺之間開通，此站啟用。當時只有1面1線月台。
- 1989年（平成元年）度 - 上行月台長度由2輛延長至4卡[1]。
- 2001年（平成13年）12月23日 - 月台擴展，設有2面2線月台[2][3]。在這之前，鄰站保見站經常需要進行列車交會。
- 2019年（平成31年）3月2日 - 此站開始可以使用IC卡「TOICA」[4]。

## 車站構造
本站是高架車站，設有2面2線相對式月台。車站位於山丘與山丘之間的山谷中，在啟用設有1面1線的單式月台（下行本線），下行線為一線通過構造，部分通過的上行列車會使用下行本線通過。下行本線沒有設有安全側線。
上下行本線於兩方均設有出發信號燈。因此列車從此站出發或作為終點站。曾經有一段短時間設有定期列車從此站到發，近年主要連接豐田市內各站的臨時列車會行走於此站與北野桝塚站之間。
車站正面為下行月台，上行月台設有樓梯通往高架橋下方的出入口。此站與永覺站和六名站一樣，均為整日沒有車站職員當值的無人車站，且沒有設置站房。

### 月台
| 月台 | 路線            | 上下行 | 方向             |
| ---- | --------------- | ------ | ---------------- |
| 1    | ■愛知環狀鐵道線 | 上行   | 新豐田、岡崎方向 |
| 2    | ■愛知環狀鐵道線 | 下行   | 八草、高藏寺方向 |

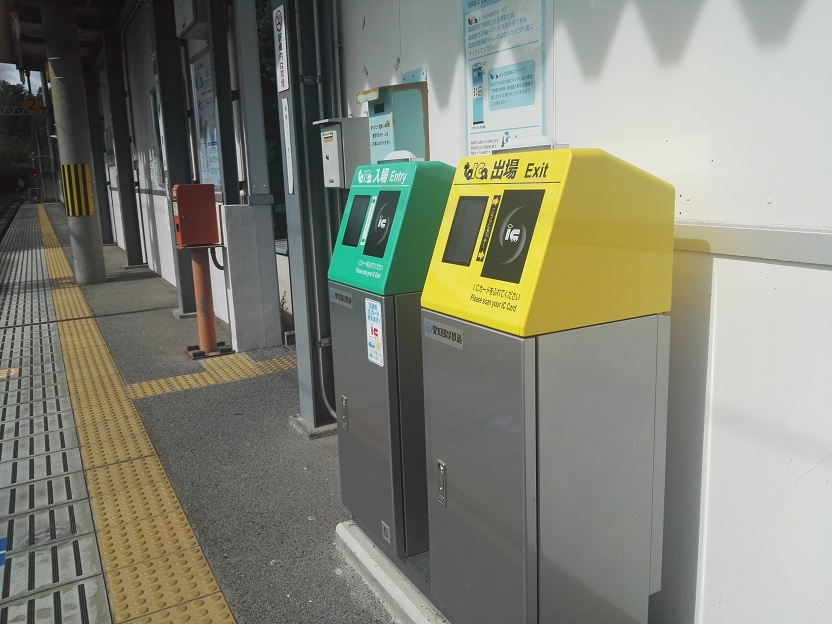
簡易TOICA閘機（2019年8月）
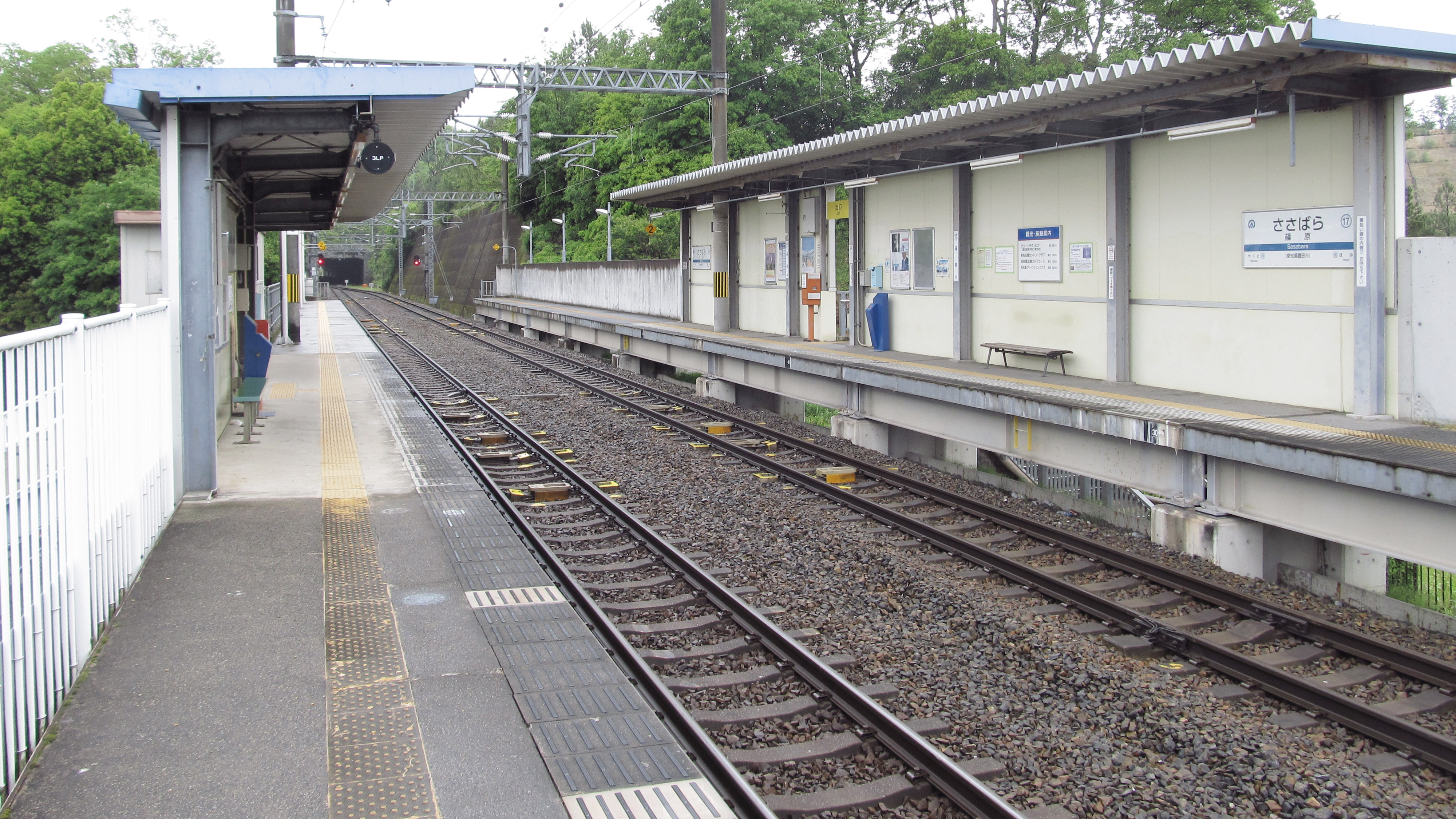
月台（2015年5月）
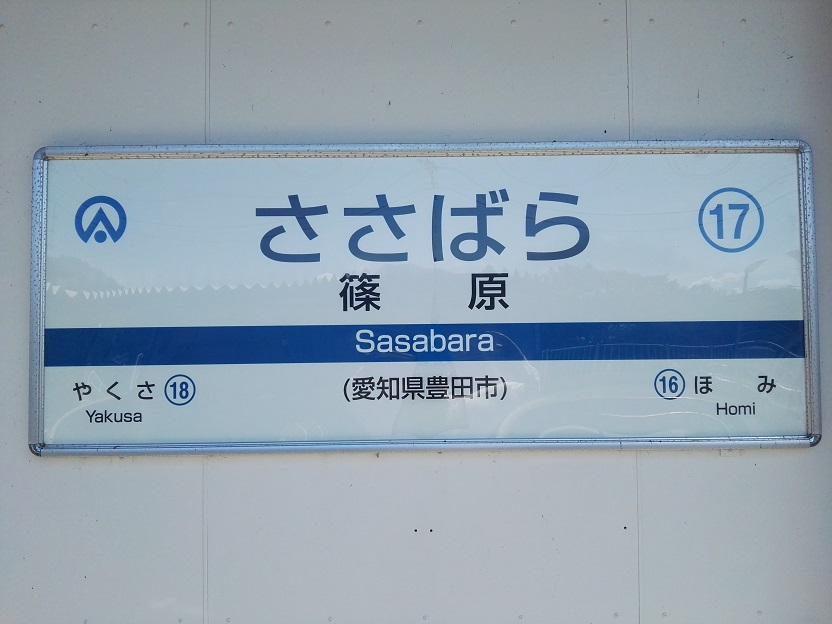
站名牌

## 使用狀況
根據「豐田市統計書」和「移動等圓滑化取組報告書」，以下為1日平均使用人次列表。
- 2004年 (平成16年) - 112人（在21站中排名21位）
- 2005年 (平成17年) - 109人（在23站中排名23位）
- 2006年 (平成18年) - 146人（於同年10月24日調査中，在23站中排名23位）
- 2011年 (平成23年) - 212人
- 2012年 (平成24年) - 229人
- 2013年 (平成25年) - 221人
- 2014年 (平成26年) - 217人
- 2015年 (平成27年) - 253人
- 2016年 (平成28年) - 256人
- 2017年 (平成29年) - 281人
- 2018年 (平成30年) - 279人（在23站中排名23位）
- 2019年 (令和元年) - 294人
- 2020年 (令和02年) - 226人

## 車站周邊
車站周邊較少住宅。車站鄰近較高流量的國道。在較遠位於設有名古屋商科大學北門，但是從名鉄豐田線 米野木站前往該處也需要10分鐘車程。在該大學的官方網站中，沒有提及從此站前往該校的資訊，同時由於連接至該校的道路較狹窄，因此也沒有安排校巴服務。
- 篠原工業團地
- Aiphone（日语：アイホン）豐田工場
- 大豐工業（日语：大豊工業）篠原工場
- 豐田鐵工（日语：豊田鉄工）篠原工場
- 豐田市立大畑小學
- 仙人之庵 里之森學校
- 國道155號（日语：国道155号）、國道248號（日语：国道248号）（重疊區間）
- 豐田相關部品健康保險組合體育中心 ANNEX篠原

## 巴士
站前設有「篠原站」巴士站，停靠的巴士路線為連接愛知高速交通東部丘陵線（Linimo）八草站、名鐵豐田線淨水站的「保見地域巴士」，巴士只於星期二、四服務。

## 相鄰車站
愛知環狀鐵道
愛知環狀鐵道線
保見（16）－篠原（17）－八草（18）

## 注腳
1. ↑  《愛知環状鉄道の30年》40頁，愛知環狀鐵道，2019年
2. ↑  《愛知環状鉄道の30年》年表，愛知環狀鐵道，2019年
3. ↑  プレスリリース 平成13年12月ダイヤ改正について（日語）　愛知環狀鐵道（網絡存檔）2019年8月17日參閲
4. ↑   (PDF) (新闻稿). 愛知環状鉄道. 2018-12-12  [2020-11-08]. （原始内容 (PDF)存档于2019-06-02） （日语）.
5. ↑  オープンデータ　データ提供　豊田市統計書 （页面存档备份，存于）（日語） - 豐田市
6. ↑  移動等円滑化取組計画書・報告書 （页面存档备份，存于）（日語） - 愛知環狀鐵道

## 外部連結
- 篠原站資訊 （页面存档备份，存于）（日語） - 愛知環狀鐵道